# Evan Jones
Evan Jones (Texas, 1 de abril de 1976) es un actor estadounidense que ha trabajado en películas como 8 Mile, Camino a la gloria, The Book of Eli, Gangster Squad y A Million Ways to Die in the West. También ha participado en series de televisión como October Road, donde tuvo un papel principal, Going to California y Brothers & Sisters.

## Biografía
Jones vivió sus primeros años en College Station (Texas) y, durante algún tiempo, también residió en Carolina del Sur. En la universidad, participó en obras de teatro. Se trasladó a Los Ángeles para obtener trabajos relacionados con la actuación, cosa que consiguió, en comerciales y programas de televisión. Realizó su debut cinematográfico al actuar en la película de televisión On the Line, que se estrenó en 1998. A este papel le siguieron otros en varias series, entre ellas, Pacific Blue, Felicity y Walker, Ranger de Texas. Dio voz a diversos personajes en el doblaje inglés del anime Dragon Ball Z y actuó como invitado en The District y ER. Posteriormente obtuvo un papel recurrente en Going to California y participó en la serie The Guardian.
En 2002, actuó en la película de terror Wishcraft y ese mismo año interpretó a Cheddar Bob, amigo del personaje de Eminem, en 8 Mile. Posteriormente, participó en un episodio de Joan de Arcadia y en el telefilme The Book of Ruth. En 2004, trabajó en Mr. 3000, a tres golpes de la fama, protagonizada por Bernie Mac, y en The Last Shot. Al año siguiente, interpretó al soldado raso Dave Fowler en Jarhead, con Jake Gyllenhaal y Jamie Foxx. Para su siguiente proyecto, asumió el papel del entrenador de baloncesto Moe Iba en Camino a la gloria. Entre 2007 y 2008, Jones integró el elenco de la serie dramática de la ABC October Road, en el papel de Ikey. Otras películas en las que ha actuado son Rescate al amanecer y Lucky You. En 2007, trabajó en Gordon Glass y, al año siguiente, en Touching Home. En 2017, actuó en Guardianes de la Galaxia vol. 2.

## Filmografía

### Cine
- Going Greek (2001)
- Wishcraft (2002)
- 8 Mile (2002)
- Mr. 3000, a tres golpes de la fama (2004)
- The Last Shot (2004)
- El libro de Ruth (2004)
- Jarhead (2005)
- Camino a la gloria (2006)
- Rescate al amanecer (2006)
- Lucky You (2007)
- Mirrors 2 (2010)
- The Book of Eli (2010)
- Answer This! (2011)
- Best Man Down (2012)
- Gangster Squad (2013)
- Lone Survivor (2013)
- A Million Ways to Die in the West (2014)
- The Homesman (2014)
- Shot Caller (2017)
- Guardianes de la Galaxia vol. 2 (2017)
- Den of Thieves (2018)
- Hotel Artemis (2018)

### Televisión
- Walker, Texas Ranger (1999)
- Going to California (2001)
- October Road (2007-2008)
- House M. D. (2008)
- Detroit 1-8-7 (2010)
- Brothers & Sisters (2011)
- Criminal Minds (2012)
- Perception (2013)
- Houdini (2014)
- Graceland (2015)